# Präsidentschafts- und Parlamentswahl in Tansania 2020
Die Präsidentschafts- und Parlamentswahl in Tansania 2020 fand am 28. Oktober statt. Bei ihr wurden der Präsident der Republik und die Mitglieder der Nationalversammlung gewählt.
Bisheriger Präsident ist John Magufuli von der Partei Chama Cha Mapinduzi (CCM), die seit der Gründung des Staates Tansania im Jahr 1964 den Präsidenten stellt. Die Wahlkommission National Electoral Commission (NEC; deutsch: „Nationale Wahlkommission“) ist für den Ablauf verantwortlich.
Nach Mitteilung des Leiters der Wahlkommission hat der bisherige Präsident John Magufuli die Wahl mit 12,5 Millionen Stimmen vor seinem stärksten Herausforderer Tundu Lissu, der 1,9 Millionen Stimmen erhielt, gewonnen. Die übrigen 13 Kandidaten erhielten zusammen weniger als 400.000 Stimmen.

## Vorgeschichte
Bei der Wahl 2015 hatte John Magufuli die Abstimmung im ersten Wahlgang mit 58 % der Stimmen gewonnen, weniger als jeder andere Wahlsieger in der Geschichte des Landes. Die zweitmeisten Stimmen erhielt Edward Lowassa, der bei der CCM als Kandidat nicht ausgewählt worden war und für die Chama cha Demokrasia na Maendeleo (CHADEMA) antrat, mit rund 40 %. Bei der Parlamentswahl siegte ebenfalls die CCM, die 189 der 264 nach dem Mehrheitswahlrecht vergebenen Sitze gewann. Insgesamt gewann die CCM 253 Sitze, die CHADEMA 70, die Civic United Front (CUF) 42. Je ein Sitz ging an die Alliance for Change and Transparency (ACT) und die National Convention for Construction and Reform – Megenzi (NCCR-Magenzi).
2017 wurde der führende CHADEMA-Politiker Tundu Lissu bei einem Überfall durch mehrere Schüsse verletzt. Die Regionalwahlen 2019 wurden von den Oppositionsparteien boykottiert. Die CCM erhielt 99 % der Stimmen. Im Juni 2020 löste Magufuli das Parlament auf und leitete so den Wahlkampf ein. Mehrere Oppositionsparteien beklagten, dass ihre Rechte eingeschränkt seien, und riefen internationale Organisationen zur Wahlbeobachtung auf. Am 7. Juni kündigte der Oppositionspolitiker Tundu Lissu (CHADEMA) an, für das Amt des Präsidenten zu kandidieren. Am Folgetag wurde sein Parteifreund Freedom Mbowe, Chairman der Partei, bei einem Überfall schwer verletzt.
Am 21. Juni 2020 waren 23.161.440 Wähler registriert.

## Wahlablauf
Die Organisation der Wahlen liegt in der Hand der Nationalen Wahlkommission (NEC), deren Mitglieder vom Präsidanten ernannt werden. Ein einmal von ihr festgestelltes Ergebnis kann nicht angefochten oder gerichtlich überprüft werden.
Schon bei der Kandidatenaufstellung der Oppositionsparteien kam es zu Behinderungen, so wurden 57 von 244 Parlamentskandidaten der CHADEMA disqualifiziert und konnten so nicht zu den Wahlen antreten. Insgesamt gab es in 28 Parlamentswahlkreisen keine Wahlen, da die Kandidaten der Opposition nicht zugelassen wurden. An den Wahlen beteiligten sich 15 Millionen Tananier, dies entspricht einer Wahlbeteiligung von gut der Hälfte der Wahlberechtigten, während bei den Wahlen 2015 noch gut zwei Drittel der Wahlberechtigten ihren Stimmzettel abgegeben hatten.
Zur Wahlbeobachtung waren nur Vertreter der Afrikanischen Union, der Ostafrikanischen Gemeinschaft und des südafrikanischen Instituts für nachhaltige Demokratie zugelassen. Nur die Vertreter des südafrikanischen Instituts haben Mängel festgestellt, die alle vor der eigentlichen Wahlhandlung lagen (u. a. Einschränkung der Meinungs- und Versammlungsfreiheit, Einschränkung der Pressefreiheit und des Internets).
Die Opposition sprach von Wahlbetrug und forderte die Wiederholung der Wahlen. Sie erklärten es habe Manipulationen der Wahlgegeben (z. B. gefüllte Wahlurnen zu Beginn der Wahlhandlung) und der Zutritt für die gesetzlich vorgesehenen Wahlbeobachter der Oppositionsparteien wurde verweigert.

## Präsidentschaftswahl

### Verfahren
Die Präsidentschaftswahl findet im fünfjährigen Turnus statt. Erreicht kein Kandidat die absolute Mehrheit, gibt es eine Stichwahl der beiden erfolgreichsten Kandidaten. Die Amtszeit eines Präsidenten beträgt maximal zehn Jahre.

### Kandidaten
15 Kandidaten bewarben sich um das Präsidentenamt, darunter der bisherige Amtsinhaber John Maguful und der Spitzenkandidat der größten Oppositionspartei CHADEMA, Tundu Lissu.

### Ergebnis
| Kandidaten                | Parteien                             | Stimmen    | %    |
| ------------------------- | ------------------------------------ | ---------- | ---- |
| John Magufuli             | Chama Cha Mapinduzi                  | 12.516.252 | 84,4 |
| Tundu Lissu               | Chama cha Demokrasia na Maendeleo    | 1.933.271  | 13,0 |
| Bernard Kamillius Membe   | Alliance for Change and Transparency | 81.129     | 0,5  |
| Leopord Lucas Mahona      | National Reconstruction Alliance     | 80.787     | 0,5  |
| Ibrahim Haruna Lipumba    | Civic United Front                   | 72.885     | 0,5  |
| John Paul Shibuda         | Tanzania Democratic Alliance         | 33.086     | 0,2  |
| Hashim Spunda Rungwe      | Chama cha Ukombozi wa Umma           | 32.878     | 0,2  |
| Yeremia Kulwa Maganja     | NCCR – Mageuzi                       | 19.969     | 0,1  |
| Muttamwega Bhatt Mgaywa   | Sauti ya Umma                        | 14.922     | 0,1  |
| Cecilia Augustino Mwanga  | Attentive Democracy Party            | 14.556     | 0,1  |
| Philipo John Fumbo        | Democratic Party                     | 8.283      | 0,1  |
| Queen Cuthbert Sendiga    | Alliance for Democratic Change       | 7.627      | 0,1  |
| Twalib Ibrahim Kadege     | United People’s Democratic Party     | 6.194      | 0,0  |
| Seif Maalim Seif          | Alliance for African Farmers Party   | 4.635      | 0,0  |
| Khalfan Mohammed Mazrui   | Union for Multiparty Democracy       | 3.721      | 0,0  |
| Gesamt                    | Gesamt                               | 14.830.195 | 100  |
|                           |                                      |            |      |
| Ungültige Stimmen         | Ungültige Stimmen                    | 261.755    | 1,7  |
| Wähler                    | Wähler                               | 15.091.950 | 50,7 |
| Wahlberechtigte           | Wahlberechtigte                      | 29.754.699 |      |
|                           |                                      |            |      |
| Quellen: Official gazette |                                      |            |      |

## Parlamentswahl

### Verfahren
Das Parlament hat 393 Sitze. Es wird zeitgleich mit dem Präsidenten alle fünf Jahre gewählt. 264 Sitze werden nach dem Mehrheitswahlrecht vergeben, 113 Sitze gehen nach dem Verhältniswahlrecht an Frauen. Zehn Abgeordnete, darunter mindestens fünf Frauen, werden vom Präsidenten ernannt. Dazu kommen fünf sansibarische Abgeordnete, darunter mindestens zwei Frauen, und der Generalstaatsanwalt.

### Ergebnis
| Listen                    | Stimmen    | %   | Mandate |
| ------------------------- | ---------- | --- | ------- |
| Chama Cha Mapinduzi       | –          | –   | 350     |
| Gesamt                    | 0          | 100 | 393     |
|                           |            |     |         |
| Wahlberechtigte           | 29.754.699 |     |         |
|                           |            |     |         |
| Quellen: Official gazette |            |     |         |

Von den 264 Sitze aus den Wahlkreisen gingen nur 8 an Oppositionsparteien (4 ACT, 3 CUF und 1 CHADEMA). Von den 113 Spezialsitzen erhielt die regierende CCM 95 Sitze, so dass weitere 18 Abgeordnete der Nationalversammlung angehören werden. Damit verliert die Opposition offizielle Minderheitenrechte (garantierte Redezeit, Vorsitz im Finanzprüfungsausschuss, Fraktionspersonal), da sie keine 49 Abgeordnete (12,5 %) der Sitze erreicht hat.

## Reaktionen
Der auswärtige Ausschuss des EU-Parlaments diskutierte im Anschluss die Situation in Tansania und zieht dabei Sanktionen in Erwägung, da es Kritik an den Wahlen gab, die auf den Punkten keine fairen Bedingungen für die Oppositionsparteien, Behinderung und Auftrittsverbote für die Oppositionsparteien beruhen.